# Leucania umbridisca
Leucania umbridisca är en fjärilsart som beskrevs av W. Warren 1913. Leucania umbridisca ingår i släktet Leucania och familjen nattflyn. Inga underarter finns listade i Catalogue of Life.